# Міністерство соціального забезпечення Української РСР

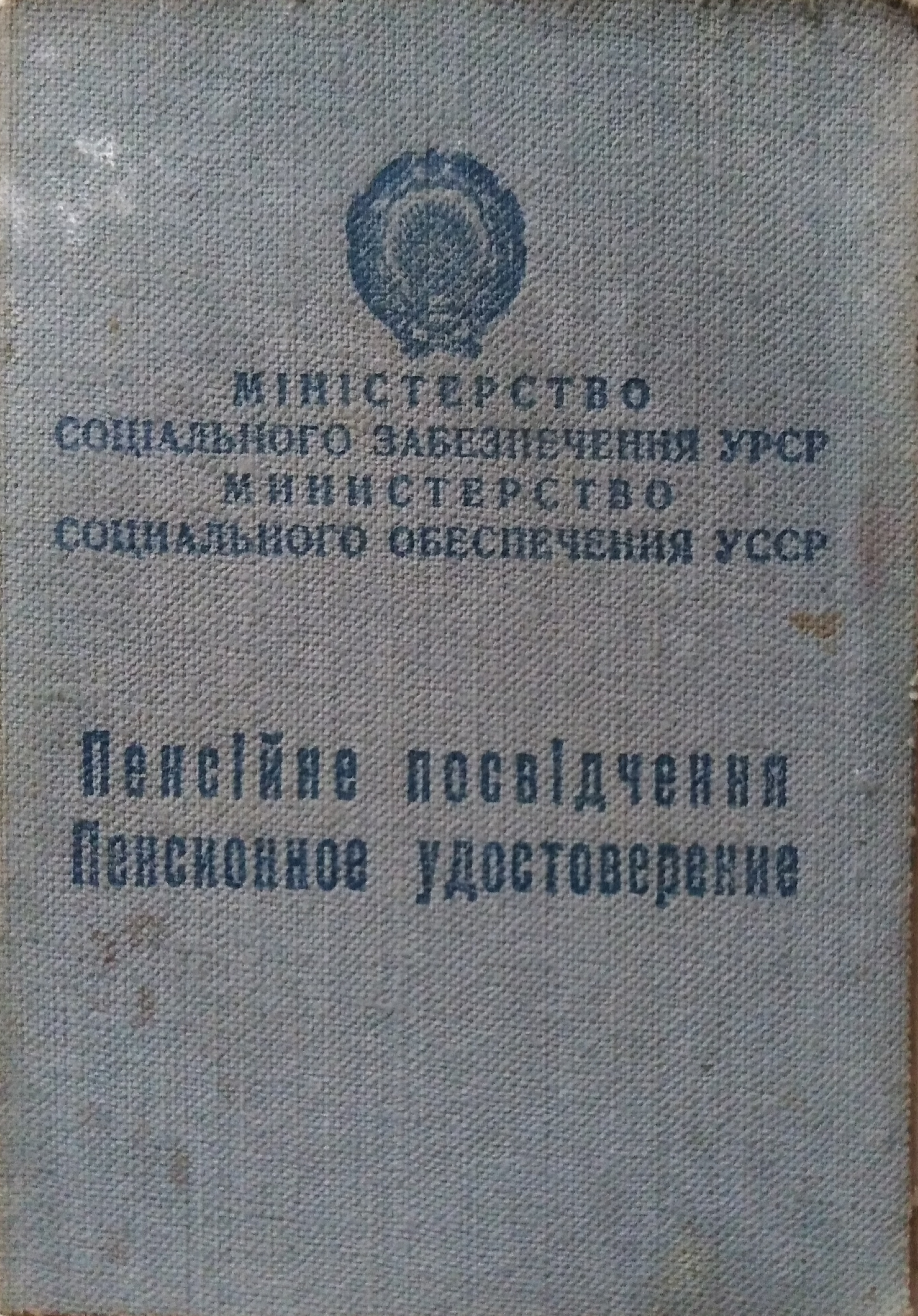
Обкладинка пенсійного посвідчення. Міністерство соціального забезпечення УРСР. (1956)

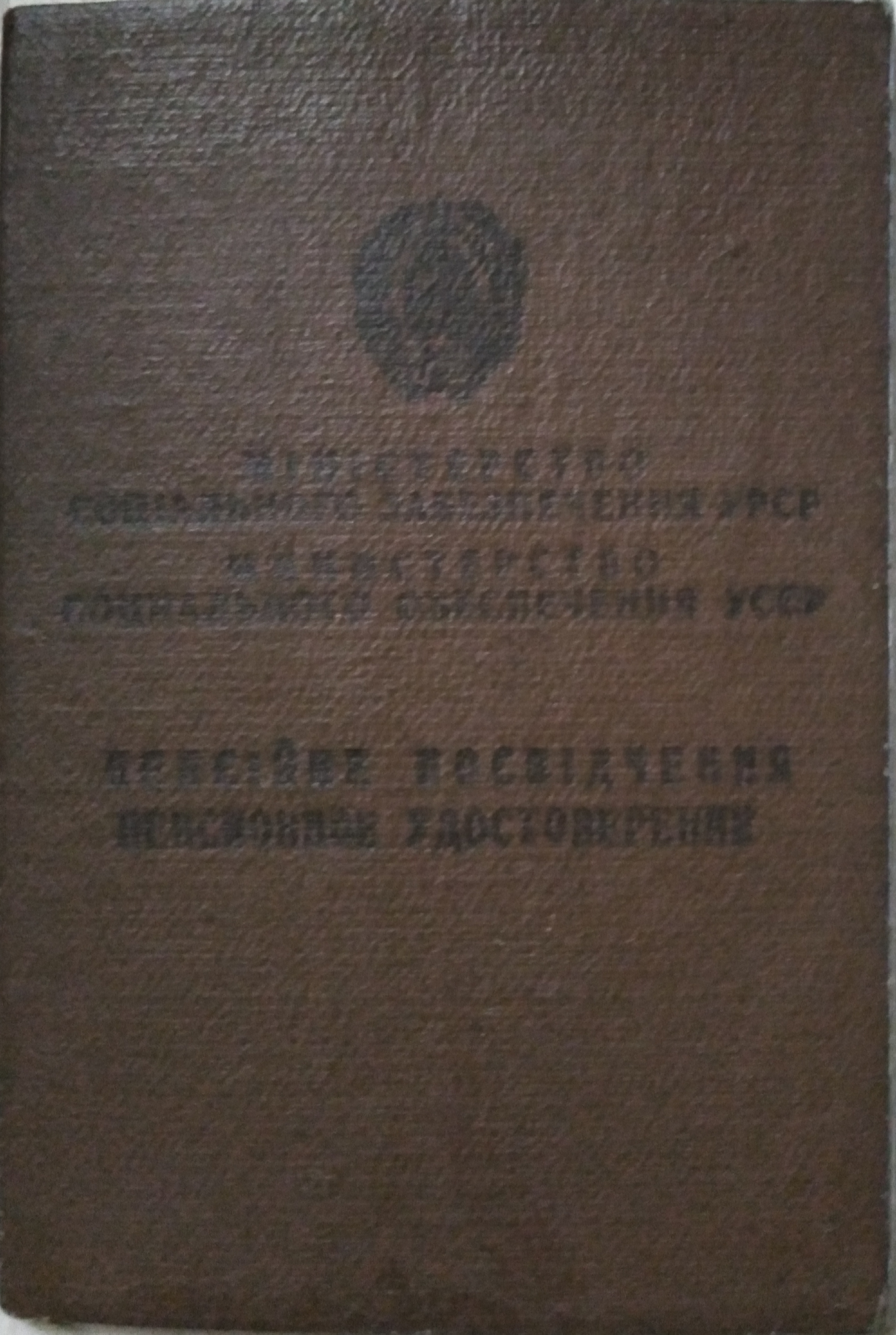
Обкладинка пенсійного посвідчення. Міністерство соціального забезпечення УРСР. (актуально на 1991 р.)

Міністерство соціального забезпечення Української РСР — республіканське міністерство, входило до системи органів соціального забезпечення і підлягало в своїй діяльності Раді Міністрів УРСР.

## Історія
Створене з Народного комісаріату соціального забезпечення УРСР у березні 1946 року у зв'язку з переформуванням наркоматів. 

## Народні комісари соціального забезпечення УРСР
- Лапчинський Юрій Федорович (1918—1918)
- Глебов-Авілов Микола Павлович (1920—1920)
- Ельцин Борис Михайлович (1920—1921)
- Мойрова Варвара Якимівна (1921—1922)
- Корнєєв Ілля Ілліч (1922—1923)
- Ейнштейн Карл Михайлович (1923—1924)
- Познанський Яків Мойсейович (1924—1926)
- Покорний Григорій Михайлович (1926—1934)
- Слинько Іван Федотович (1934—1936)
- Кудрін Іван Михайлович (1936—1937)
- Легур Євдокія Іванівна (1938—1945)
- Муратов Володимир Олексійович (1945—1946)

## Міністри соціального забезпечення УРСР
- Ананченко Федір Гурійович (1946—1956)
- Федоров Олексій Федорович (1957—1979)
- Лук'яненко Олександра Михайлівна (1979—1991)
- Єршов Аркадій Віталійович (1991—1991)